# قسم منصوري الريفي (مقاطعة إسلام آباد غرب)
قسم منصوري الريفي (بالفارسية: دهستان منصوری) هي منطقة سكنية تقع في ناحية حميل في إيران. يقدر عدد سكانها بـ 4,685 نسمة .